# Delta del Nilo

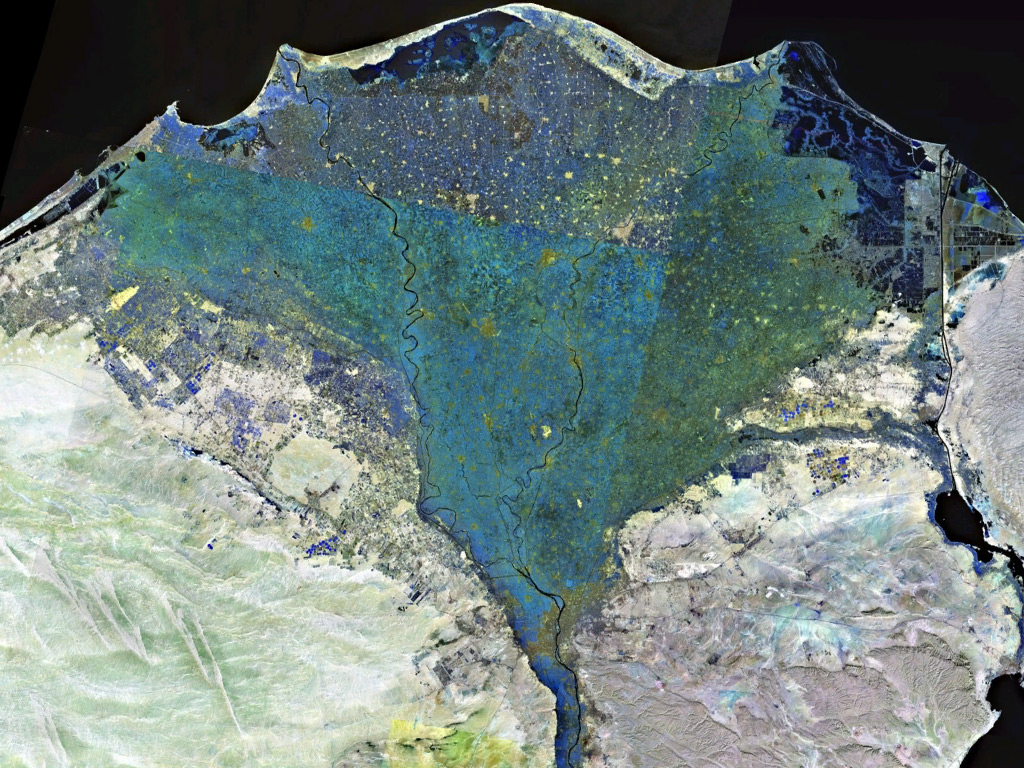
Fotografía satelital de la NASA del delta del Nilo (se muestra en color falso)

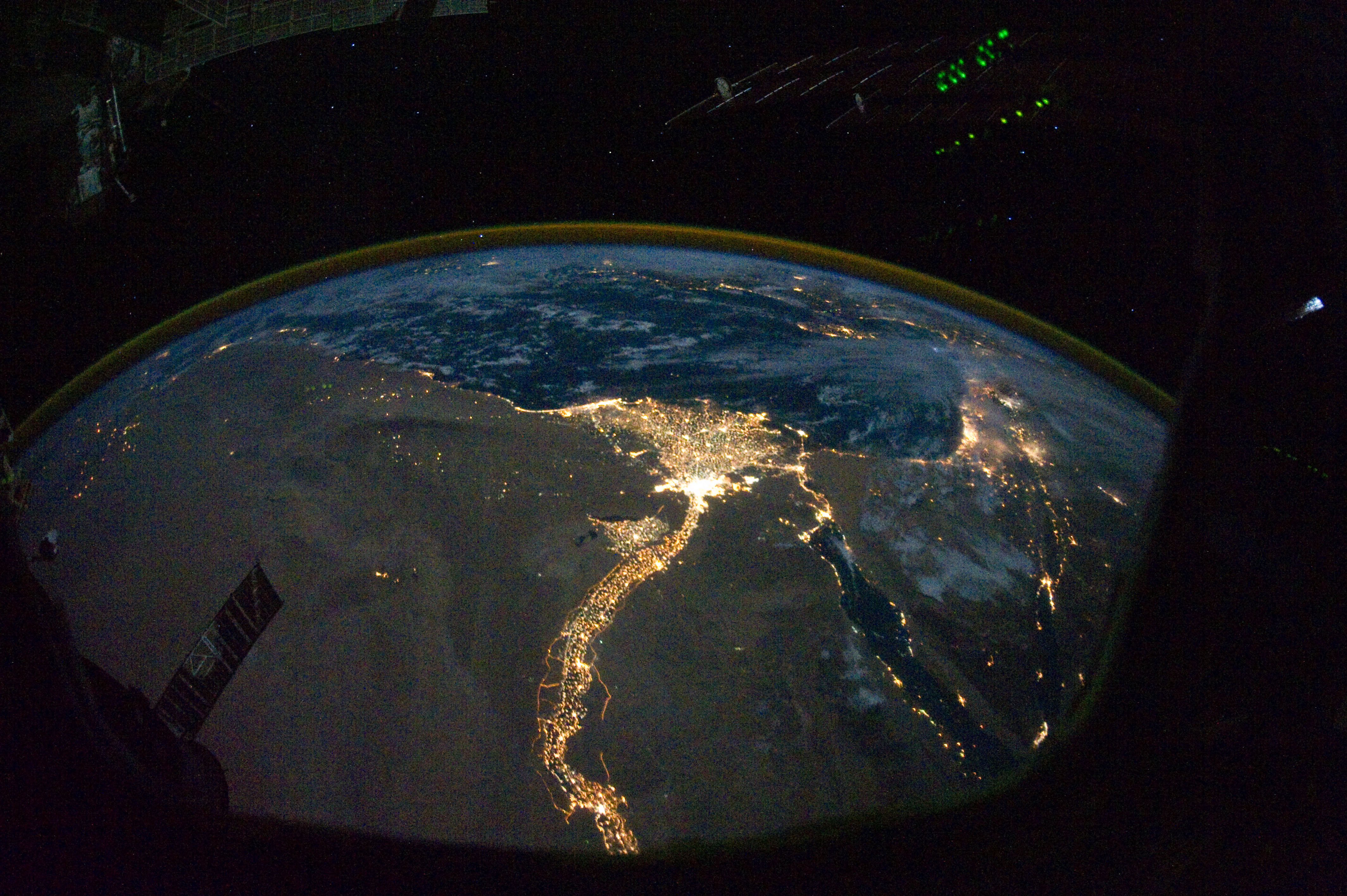
El delta del Nilo en la noche, visto desde la Estación Espacial Internacional (octubre de 2010).

El Delta del Nilo (en árabe: دلتا النيل Delta an-Nīl o simplemente الدلتا ad-Delta) es el delta formado en el Bajo Egipto, donde el río Nilo se extiende y desemboca en el mar Mediterráneo. Es uno de los deltas fluviales más grandes del mundo: desde Alejandría en el oeste hasta Puerto Saíd en el este, cubre 240 kilómetros (150 millas) de la costa mediterránea y es una rica región agrícola. De norte a sur, el delta tiene aproximadamente 160 kilómetros (99 millas) de longitud. El Delta comienza ligeramente río abajo desde El Cairo.

## Geografía

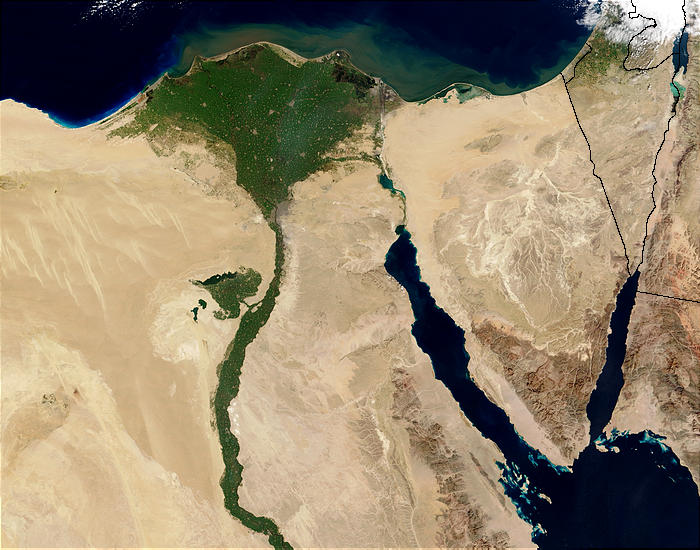
Río Nilo y Delta

De norte a sur, el delta tiene aproximadamente 160 kilómetros (99 millas) de longitud. De oeste a este, cubre unos 240 kilómetros (150 millas) de costa. El delta a veces se divide en secciones, con el Nilo dividido en dos distribuidoras principales, Damieta y Rosetta, que desembocan en el Mediterráneo en ciudades portuarias con el mismo nombre. En el pasado, el delta tenía varios distribuidores, pero estos se perdieron debido al control de inundaciones, la sedimentación y el cambio de socorro. Uno de esos distribuidores difuntos es Uadi Tumilat.
El canal de Suez está al este del delta y entra en la costa del lago Manzala en el noreste del delta. Al noroeste hay otros tres lagos o lagunas costeras: el lago Burullus, el lago Idku y el lago Mariout.
Se considera que el Nilo es un delta «arqueado» —en forma de arco—, ya que se parece a un triángulo o una flor cuando se ve desde arriba. Algunos eruditos como Aristóteles han escrito que el delta fue construido con fines agrícolas debido al secado de la región de Egipto. Aunque tal hazaña de ingeniería se consideraría equivalente a una maravilla del mundo antiguo, no hay pruebas suficientes para determinar de manera concluyente si el delta está hecho por el hombre o se formó de forma natural.
En la actualidad, los bordes exteriores del delta se están erosionando, y algunas lagunas costeras han visto aumentar los niveles de salinidad a medida que aumenta su conexión con el Mar Mediterráneo. Dado que el delta ya no recibe un suministro anual de nutrientes y sedimentos aguas arriba debido a la construcción de la presa de Asuán, los suelos de las llanuras de inundación se han vuelto más pobres, y ahora se utilizan grandes cantidades de fertilizantes. La capa superficial del suelo en el delta puede tener hasta 21 m (70 pies) de profundidad.

## Historia

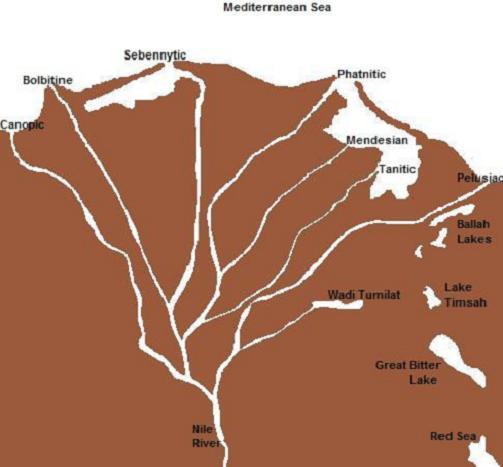
Antiguas ramas del Nilo, que muestran Wadi Tumilat, y los lagos al este del Delta

La gente ha vivido en la región del Delta del Nilo durante miles de años, y se ha cultivado intensamente durante al menos los últimos cinco mil años. El delta era uno de los principales componentes del Bajo Egipto, y hay muchos sitios arqueológicos dentro y alrededor del delta. Se han encontrado artefactos pertenecientes a sitios antiguos en la costa del delta. La Piedra de Rosetta fue encontrada en el delta en 1799 en la ciudad portuaria de Rosetta (una versión inglesa del nombre Rashid). En julio de 2019, se encontró un pequeño templo griego, antiguas columnas de granito, barcos que transportaban tesoros y monedas de bronce del reinado de Ptolomeo II, que datan de los siglos tercero y cuarto antes de Cristo. En la ciudad hundida de Heracleion, coloquialmente conocida como la «Atlantis de Egipto», las investigaciones fueron realizadas por buzos egipcios y europeos liderados por el arqueólogo submarino Franck Goddio. También descubrieron un templo histórico devastado (el templo principal de la ciudad) bajo el agua en la costa septentrional de Egipto.

### Antiguas ramas del Nilo

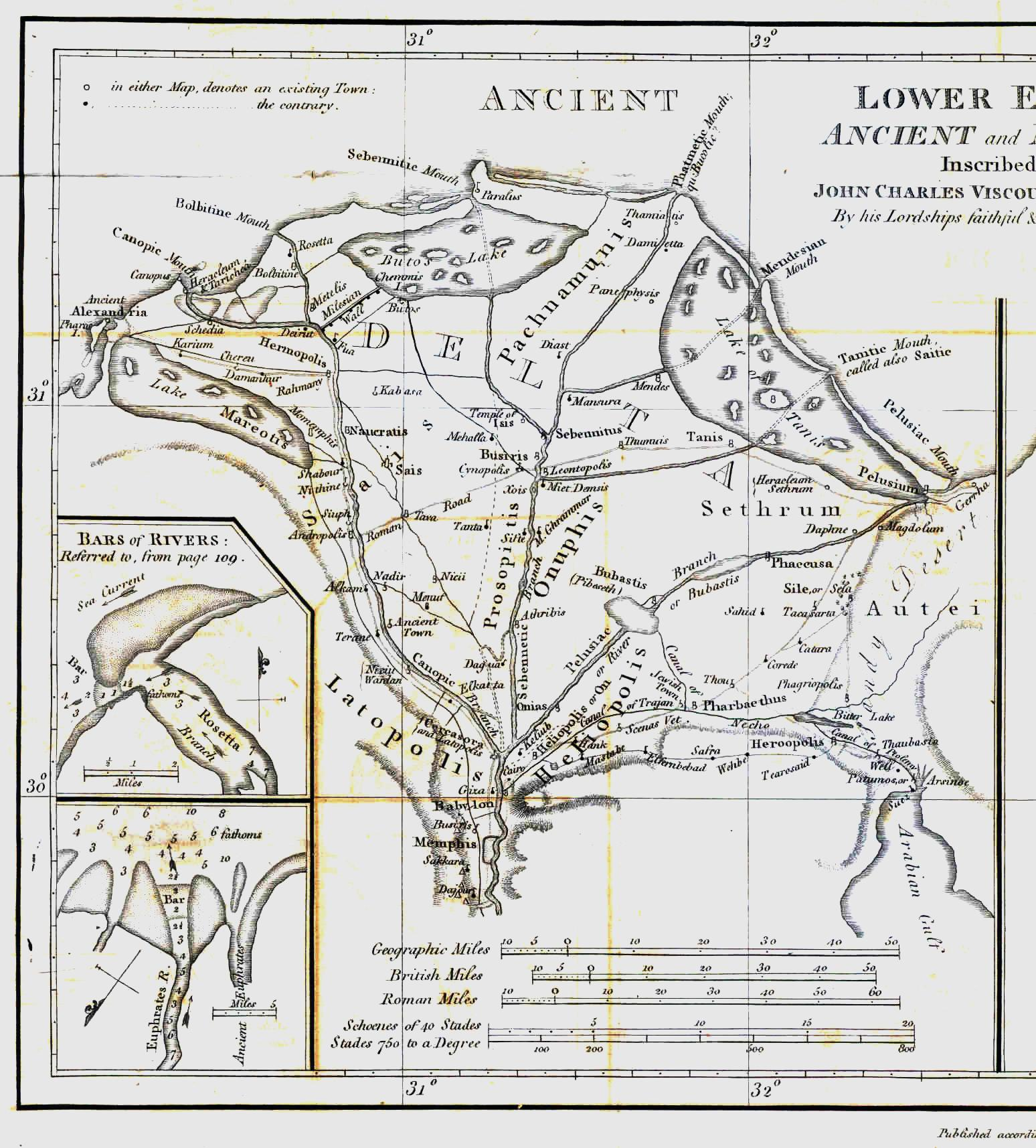
El delta del Nilo en la época de Heródoto, según James Rennell (1800)

Los registros de la antigüedad (como por Plinio el Viejo) muestran que el delta tenía siete distribuidoras o ramas (de oriente a occidente):
- el pelusíaco
- el tánico
- el mendesio
- el Phatnitic (o Phatmetic),[11]
- el sebennítico
- la bolbitina y
- Canopic (también llamado Herakleotic[12] y Agathodaemon[13])

Ahora solo hay dos ramas principales, debido al control de inundaciones, la sedimentación y el cambio de relieve: la Damietta (correspondiente al Phatnitic) al este, y la Rosetta (correspondiente al Bolbitine) en la parte occidental del Delta. El Delta solía inundarse anualmente, pero esto terminó con la construcción de la presa de Asuán.

## Población

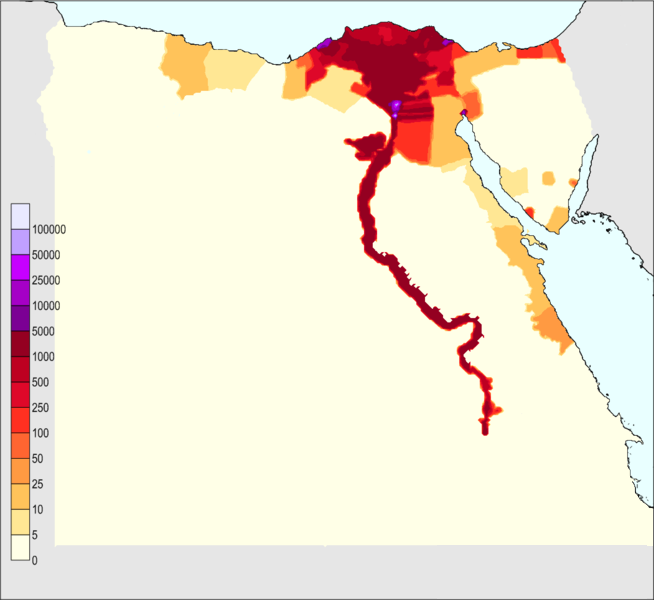
Densidad de población

Alrededor de 40 millones de personas viven en la región del Delta. Fuera de las principales ciudades, la densidad de población en el delta promedia 1000 hab./km² (2600/sq mi) o más. Alejandría es la ciudad más grande del delta con una población estimada de más de 4,5 millones. Otras grandes ciudades en el delta incluyen Shubrā al-Khaymah, Puerto Saíd, El-Mahalla El-Kubra, Mansura, Tanta y Zaqaziq.

## Fauna silvestre

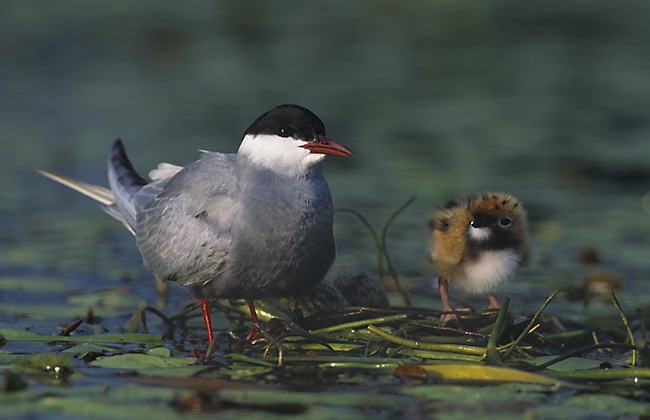
Charrán golondrino

Durante el otoño, partes del río Nilo son rojas con flores de loto. El Nilo Inferior (Norte) y el Nilo Superior (Sur) tienen plantas que crecen en abundancia. La planta del Nilo Superior es el loto egipcio, y la planta del Nilo Inferior es la juncia de papiro (Cyperus papyrus), aunque ya no es tan abundante como antes y se está volviendo bastante rara.
Varios cientos de miles de aves acuáticas pasan el invierno en el delta, incluidas las concentraciones más grandes del mundo de gaviotas y charranes. Otras aves que viven en el delta son las garzas grises, los chorlitos de Kent, los palas, los cormoranes, las garcetas y los ibis.
Otros animales encontrados en el delta incluyen ranas, tortugas, tortugas, mangostas y el monitor del Nilo. Los cocodrilos del Nilo y el hipopótamo, dos animales que se extendieron en el delta durante la antigüedad, ya no se encuentran allí. Los peces que se encuentran en el delta incluyen el salmonete gris y las plantas.

## Clima
El Delta tiene un clima desértico cálido (Köppen: BWh) como el resto de Egipto, pero su parte más septentrional, como es el caso del resto de la costa septentrional de Egipto, que es la región más húmeda del país, tiene temperaturas relativamente moderadas, con temperaturas máximas que generalmente no superan los 31 °C (88 °F) en el verano. Solamente 100–200 mm (4–8 pulgadas) de lluvia caen en el área del delta durante un año promedio, y la mayor parte de esto cae en los meses de invierno. El delta experimenta sus temperaturas más altas en julio y agosto, con un promedio máximo de 34 °C (93 °F). Las temperaturas de invierno están normalmente en el rango de 9 °C (48 °F) en las noches a 19 °C (66 °F) durante el día. Con temperaturas más frías y algo de lluvia, la región del Delta del Nilo se vuelve bastante húmeda durante los meses de invierno.

## El nivel del mar
La costa mediterránea de Egipto experimenta una pérdida significativa de tierra hacia el mar, en algunos lugares que asciende a 90 m (100 yd) al año. El área baja del delta del Nilo, en particular, es vulnerable al aumento del nivel del mar asociado con el calentamiento global. Este efecto se ve exacerbado por la falta de sedimentos depositados desde la construcción de la presa de Asuán. Si los casquetes polares se derritieran, gran parte del delta norte, incluida la antigua ciudad portuaria de Alejandría, podría desaparecer bajo el Mediterráneo. Un aumento de 30 cm (12 pulgadas) en el nivel del mar podría afectar aproximadamente el 6.6% del área total de la cubierta terrestre en la región del Delta del Nilo. Con un aumento del nivel del mar de 1 m (3 pies 3 pulgadas), se estima que 887 mil personas podrían estar en riesgo de inundación y desplazamiento y alrededor de 100 km² (40 millas cuadradas) de vegetación, 16 km² (10 millas cuadradas) de humedal, 402 km² (Tierras de cultivo de 160 millas cuadradas, y 47 km² (20 millas cuadradas) de tierra de área urbana podrían destruirse, inundando aproximadamente 450 km² (170 millas cuadradas). Algunas áreas de las tierras agrícolas del delta del Nilo se han vuelto salinas como resultado del aumento del nivel del mar; La agricultura ha sido abandonada en algunos lugares, mientras que en otros se ha traído arena de otros lugares para reducir el efecto. Además de la agricultura, los ecosistemas del delta y la industria turística podrían verse afectados negativamente por el calentamiento global. La escasez de alimentos como resultado del cambio climático podría llevar a siete millones de «refugiados climáticos» a fines del siglo XXI. Sin embargo, el daño ambiental al delta no es actualmente una de las prioridades de Egipto.
La costa del delta también ha experimentado cambios significativos en la geomorfología como resultado de la recuperación de dunas y lagunas costeras para formar nuevas tierras agrícolas y granjas de peces, así como la expansión de las zonas costeras urbanas.

## Gobernaciones y grandes ciudades
El delta del Nilo forma parte de estas 10 provincias:
- Alejandría
- Behera
- Kafr El Sheij
- Gharbia
- Menufia
- Caliubia
- Dacalia
- Damieta
- Sharqia
- Puerto Saíd

Grandes ciudades ubicadas en el delta del Nilo:
- Abusir
- Alejandría
- Avaris
- Bilbeis
- Bubastis
- Canopo
- Damanhur
- Desouk
- Damieta
- El-Mahalla El-Kubra
- El Mansura
- Kafr el Sheij
- Leontópolis
- Mendes
- Mit Abu El Kom
- Náucratis
- Pelusio
- Puerto Saíd
- Rosetta
- Sais
- Tanis
- Tanta
- Zaqaziq